# Cantó de Lanamesa
El cantó de Lanamesa és un cantó francès del departament dels Alts Pirineus, enquadrat al districte de Banhèras de Bigòrra. Té 26 municipis i el cap cantonal és Lanamesa.

## Municipis
- Artigamin
- Benquèr
- Bonamason
- Borg de Bigòrra
- Campistrons
- Capvèrn
- Castilhon
- Shèla Espon
- Clarenç
- Esconets
- Escòts
- Espielh
- Hreishindèth
- Gorga
- Era Granja
- Lanamesa
- Luctilhós
- Molèra
- Mauvesin
- Perèr
- Pinars
- Rejaumont
- Sarlabons
- Tajan
- Telhosa
- Uglans

## Història
| Data d'elecció                           | Identitat      | Partit | Qualitat |
| ---------------------------------------- | -------------- | ------ | -------- |
| 1988-2001                                | Pierre Bleuler | UDF    |          |
| 2001-                                    | Henri Forgues  | PS     |          |
| les dades anteriors no són pas conegudes |                |        |          |
|                                          |                |        |          |

## Demografia
| 1962   | 1968   | 1975   | 1982   | 1990   | 1999   | 2006   |
| ------ | ------ | ------ | ------ | ------ | ------ | ------ |
| 11.776 | 13.226 | 12.877 | 11.848 | 11.202 | 10.648 | 10.597 |